# Millen (Selfkant)

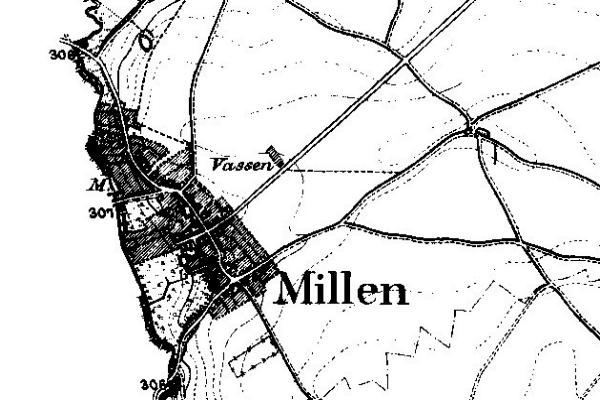
Millen auf der Neuaufnahme von 1912

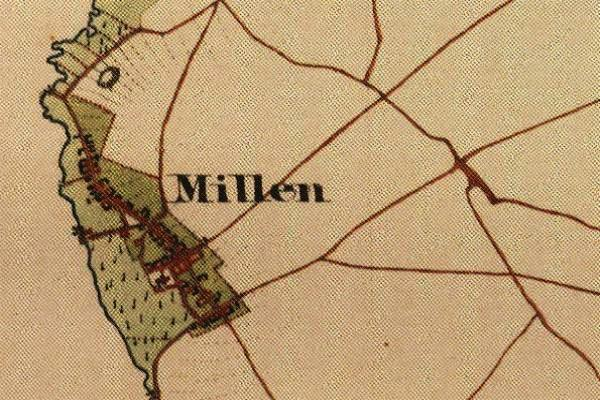
Millen auf der Urkatasterkarte von 1846

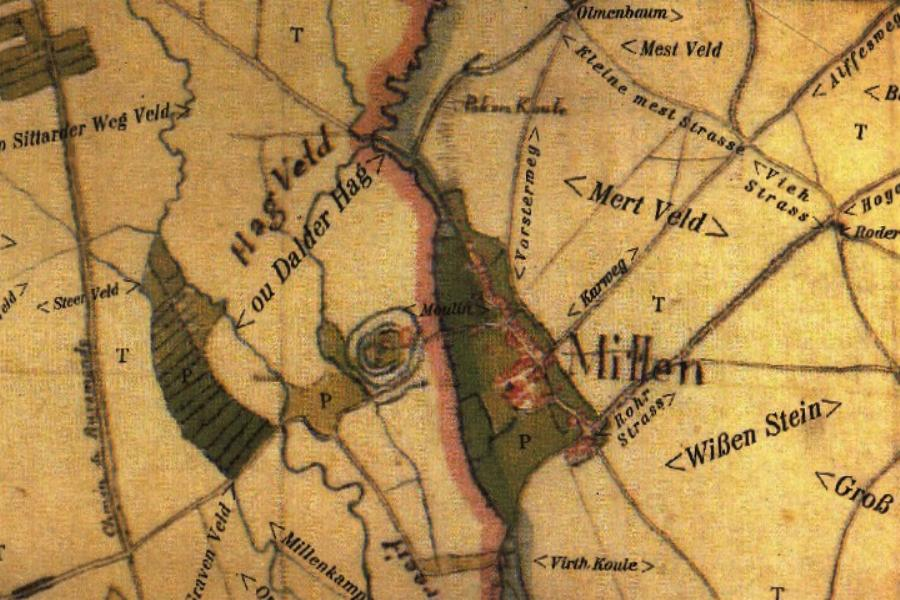
Millen auf der Tranchotkarte 1803–1820

Millen ist ein unmittelbar an der Grenze zu den Niederlanden gelegenes Dorf in der nordrhein-westfälischen Gemeinde Selfkant mit etwa 320 Einwohnern.

## Geographie

### Lage
Millen liegt am Rodebach im westlichen Gebiet der Gemeinde Selfkant an der deutsch-niederländischen Grenze.

### Gewässer
Bei Starkregen und bei Schneeschmelze fließt das Oberflächenwasser aus den Bereich Millen in den Rodebach (GEWKZ 281822) und dann weiter in die Maas. Der Rodebach hat eine Länge von 28,918 km bei einem Gesamteinzugsgebiet von 173,385 km².

### Nachbarorte
| Nieuwstadt (NL)      | Isenbruch                                   | Havert  |
| Overhoven (NL)       | Kompassrose, die auf Nachbargemeinden zeigt | Höngen  |
| Limbrichterveld (NL) | Sittard (NL)                                | Tüddern |

### Siedlungsform

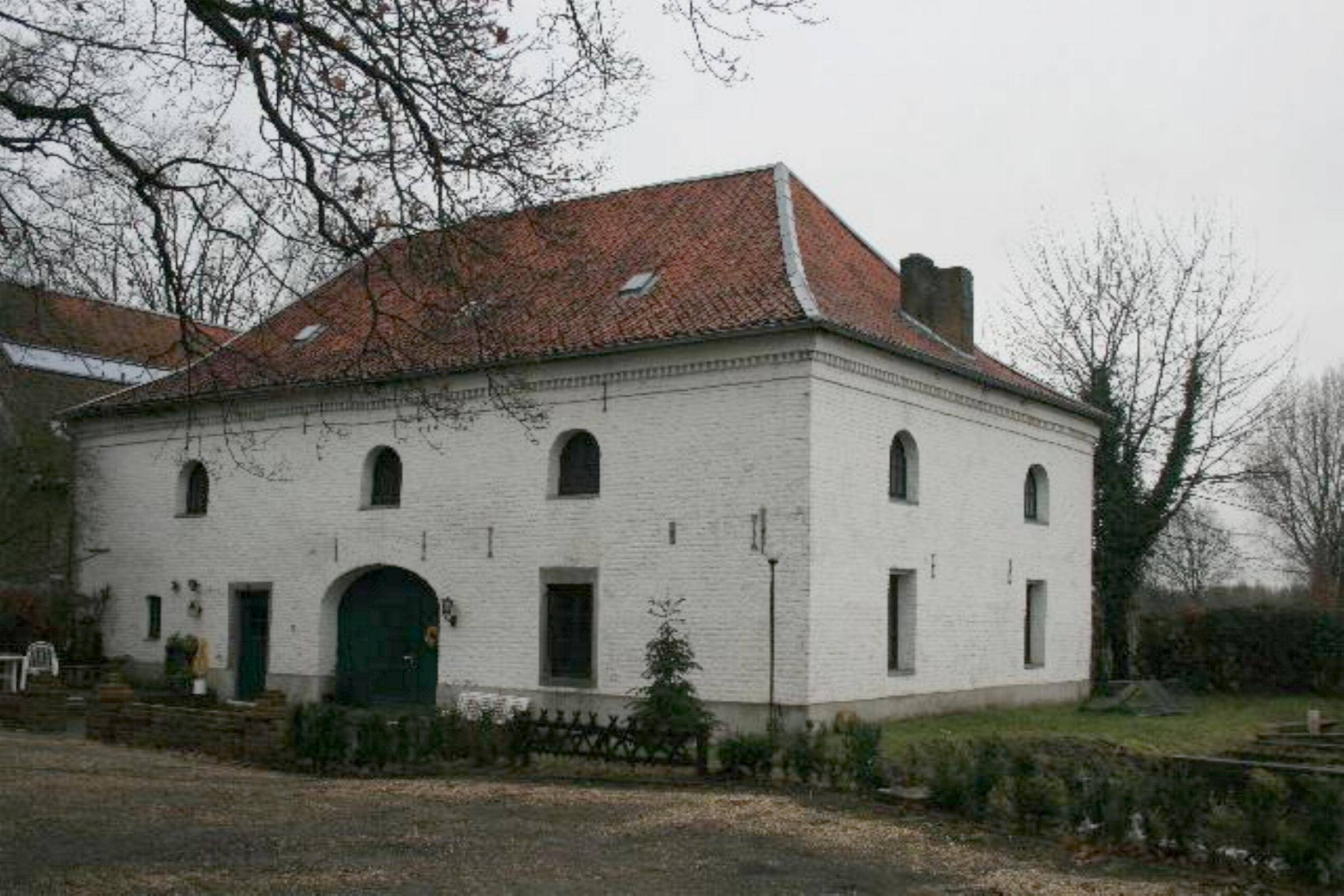
Millener Mühle

Millen ist ein zweizeiliges, locker bebautes Straßendorf. Abseits am Rodebach liegt die Millener Mühle und eine große mehrteilige Burganlage mit Wassergräben.

## Geschichte

### Ortsname
- 1118 Melin
- 1144 Millene (Propstei)
- 1195 Milne
- 14. Jahrhundert Millen
- 1452 Myllen
- 1500 Millen
- 1846 Millen

### Ortsgeschichte

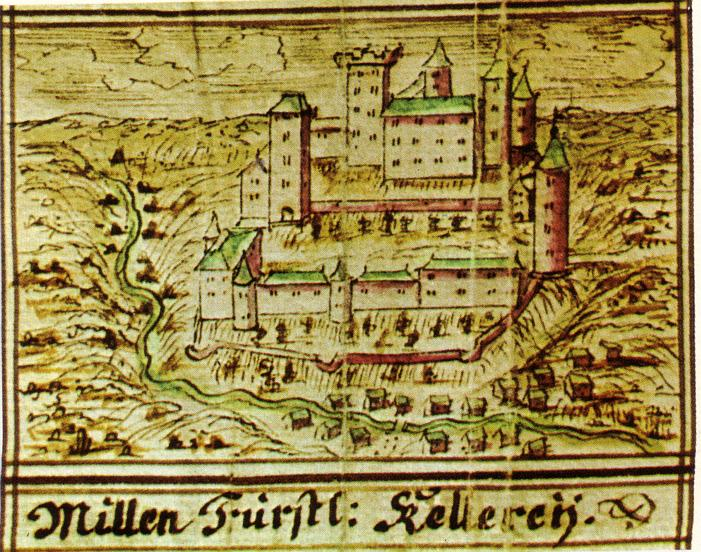
Burg Millen auf einer Darstellung im Codex Welser

Die Burg Millen war bis zum Verkauf der Herrschaft Millen durch Arnold von Millen 1282 an Dietrich II. von Heinsberg Sitz der Herren von Millen. Da Millen ein Lehen des Bistums Lüttich war, bedurfte der Verkauf zusätzlich der Belehnung Dietrichs mit der Herrschaft durch das Bistum. Nach weiteren Herrschaftswechseln gelangte die Herrschaft Millen ab 1499 dauerhaft zum Herzogtum Jülich; die Burg Millen wurde Sitz des aus den drei Herrlichkeiten Gangelt, Vucht und Millen gebildeten jülich’schen Amtes Millen.
Zwischen dem Beginn des 12. Jahrhunderts und dem Jahr 1802 bestand in Millen ein der Benediktinerabtei St. Michael in Siegburg unterstelltes Benediktinerkloster, die bereits bestehende Pfarrkirche wurde als Propstei-Kirche genutzt.
Der Rodebach bildet seit Grenzregelung durch den Wiener Kongress 1815 die Grenze zu den Niederlanden. Seit dieser Zeit ist die links des Baches gelegene Burg Millen niederländisch, wohingegen das rechts des Baches gelegene Dorf deutsches Territorium blieb.
Vom 23. April 1949 bis zum 31. Juli 1963 stand der Selfkant und damit auch Millen durch niederländische Annexionspläne unter Auftragsverwaltung. Am 1. August 1963 erfolgte nach Zahlung von 280 Millionen D-Mark die Rückführung.
Mit dem Gesetz zur Neugliederung von Gemeinden des Selfkantkreises Geilenkirchen-Heinsberg vom 24. Juni 1969 wurden die Gemeinden Havert, Hillensberg, Höngen, Millen, Süsterseel, Tüddern, Wehr (Amt Selfkant) und die Gemeinde Saeffelen (Amt Waldfeucht) zur neuen amtsfreien Gemeinde Selfkant zusammengeschlossen.

## Politik
Gemäß § 3 (1) der Hauptsatzung der Gemeinde Selfkant ist das Gemeindegebiet in Ortschaften eingeteilt. Millen ist eine Ortschaft und wird nach § 3 (2) von einem Ortsvorsteher in der Gemeindevertretung vertreten. Ortsvorsteher der Ortschaft Millen war Heinz Beckers. (Stand 2013) Seit 2019 ist Erich Hacken Ortsvorsteher.

## Infrastruktur
- Der Ort hat Anschluss an das Radverkehrsnetz NRW.

## Sehenswürdigkeiten
- Katholische Pfarrkirche St. Nikolaus, als Denkmal Nr. 39
- Buntverglasung der Pfarrkirche[8]
- Propstei, am Propsteiweg, als Denkmal Nr. 3
- Zehntscheune, an der Johann-Grein-Straße, als Denkmal Nr. 4
- Wohnhaus, Kirchplatz Nr. 5, als Denkmal Nr. 18
- Wohnhaus, von Byland Straße 18, als Denkmal Nr. 20
- Wegekreuz, An Gut Alfens, als Denkmal Nr. 21
- Wohnhaus (Alte Pastorat), von Byland Straße 5, als Denkmal Nr. 29
- Mühlengebäude, Zum Haus Millen, als Denkmal Nr. 31
- Backstein-Hofanlage, Kirchplatz 1, als Denkmal Nr. 35
- Backstein-Hofanlage, von Byland Straße 24, als Denkmal Nr. 38
- Missionskreuz auf dem Friedhof, an der Kirche, als Denkmal Nr. 46
- Backstein-Hofanlage, Kirchplatz 12, als Denkmal Nr. 48

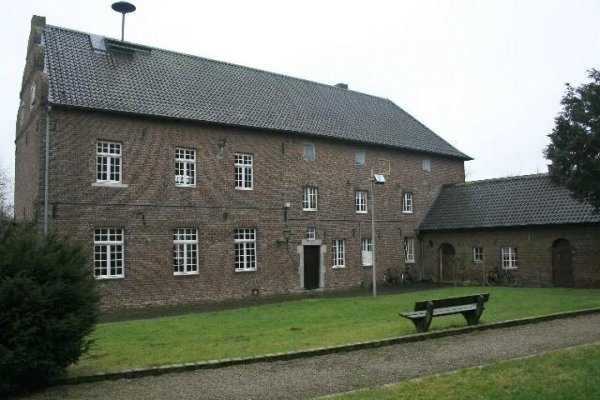
Propstei in Millen
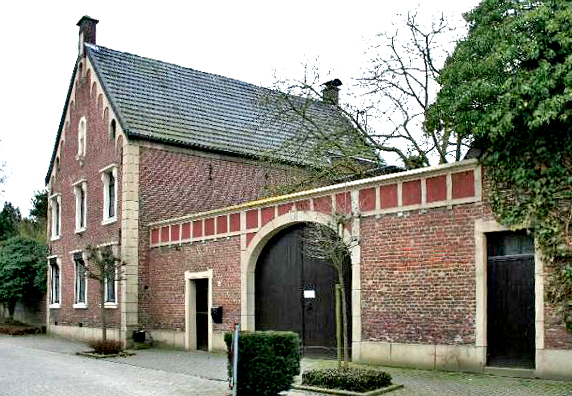
Backstein-Hofanlage
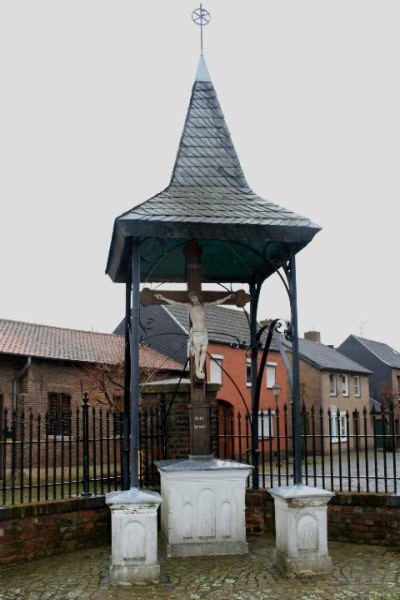
Missionskreuz auf dem Friedhof
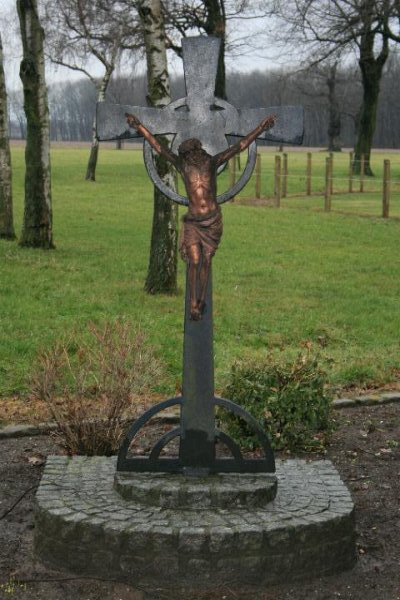
Wegekreuz an Gut Alfens

## Vereine
- Freiwillige Feuerwehr Selfkant, Löscheinheit Millen-Tüddern
- St. Quirinus Schützenbruderschaft Millen
- Förderverein 1000 Jahre Millener Kirche e. V.
- Frauengemeinschaft Millen
- Millener Oldtimer Verein
- Sozialverband VdK Deutschland Selfkant betreut Millen

## Regelmäßige Veranstaltungen
- Tag des Pferdes mit Pferdesegnung

## Verkehr

### Autobahnanbindung
Die Selfkantautobahn führt an Millen im Anschluss an die niederländische N 297 Richtung A 2 und übergehend an der Anschlussstelle Heinsberg in die A 46 vorbei.
| BAB  | Streckenabschnitt        | Anschlussstelle    | Entfernung |
| ---- | ------------------------ | ------------------ | ---------- |
| A 46 | Heinsberg – Düsseldorf   | AS Heinsberg       | 15 km      |
| A 44 | Aachen – Mönchengladbach | AS Aldenhoven      | 30 km      |
| A 4  | Aachen – Köln            | AS Eschweiler-West | 40 km      |
| A 2  | Maastricht – Eindhoven   | AS Born            | 9 km       |

### Bahnanbindung
Ab Bahnhof Geilenkirchen (ca. 15 km Entfernung)
| Linie | Linienbezeichnung | Linienverlauf                              |
| ----- | ----------------- | ------------------------------------------ |
| RE 4  | Wupper-Express    | Aachen–Mönchengladbach–Düsseldorf–Dortmund |
| RB 33 | Rhein-Niers-Bahn  | Aachen–Mönchengladbach–Duisburg–Essen      |

### Busanbindung
Millen wird im öffentlichen Personennahverkehr von den AVV-Buslinien 436, 439 und 475 der WestVerkehr angefahren.
Zudem verkehrt der Multi-Bus seit dem 9. Juni 2024 kreisweit erweitert und zu einheitlichen Bedienzeiten. Mehr Informationen gibt es bei WestVerkehr.
| Linie | Verlauf |
| ----- | --- |
| 436   | Heinsberg Busbf – Selsten – (Hontem – (Waldfeucht –) Bocket –) Abzw. Nachbarheid – Breberen – Saeffelen – Heilder – Höngen (→ Stein → Havert → Schalbruch → Isenbruch → Millen → Tüddern)                                                                                                   |
| 439   | Millen – Tüddern – (Höngen –) Wehr – Hillensberg – Süsterseel - ( ← Gangelt) |
| 475   | (Oberbruch – Unterbruch) / Heinsberg Agentur für Arbeit – Heinsberg Busbf – Lieck –Kirchhoven – Vinn – Haaren – Obspringen – Brüggelchen – Waldfeucht – Bocket – Abzw. Nachbarheid – Breberen – Saeffelen – Heilder – Höngen – (Stein – Havert – Schalbruch – Isenbruch – Millen –) Tüddern |